# Трейер (коммуна)
Трейер (фр. Treillières) — коммуна на западе Франции, находится в регионе Пеи-де-ла-Луар, департамент Атлантическая Луара, округ Шатобриан-Ансени, кантон Ла-Шапель-сюр-Эрдр. Расположена в 9 км к северу от Нанта, в 2 км от национальной автомагистрали N137.
Население (2017) — 9 219 человек.

## Достопримечательности
- Приходская церковь Святого Симфориана 1836 года в стиле неоклассика с фонтаном V века
- Часовня Нотр-Дам-де-Дон XV века
- Шато Жевр XVII века
- Шато От-Жевр 1836 года

## Экономика
Структура занятости населения:
- сельское хозяйство — 1,8 %
- промышленность — 9,4 %
- строительство — 17,4 %
- торговля, транспорт и сфера услуг — 50,2 %
- государственные и муниципальные службы — 21,2 %

Уровень безработицы (2016 год) — 7,6 % (Франция в целом — 14,1 %, департамент Атлантическая Луара — 11,9 %). 

Среднегодовой доход на 1 человека, евро (2016 год) — 25 330 (Франция в целом — 20 809, департамент Атлантическая Луара — 21 548).

## Демография
Динамика численности населения, чел.

## Администрация
Пост мэра Трейера с 2012 года занимает Ален Руаер (Alain Royer). На муниципальных выборах 2020 года возглавляемый им правый блок победил в 1-м туре, получив 55,52 % голосов
| Период | Период | Фамилия       | Партия                  | Примечания               |
| ------ | ------ | ------------- | ----------------------- | ------------------------ |
| 1970   | 1983   | Раймон Сиве   |                         |                          |
| 1983   | 2001   | Жан-Поль Обен | Разные правые           | архитектор               |
| 2001   | 2012   | Эмиль Савари  | Социалистическая партия | учитель                  |
| 2012   |        | Ален Руаер    | Разные правые           | руководитель предприятия |

## Галерея

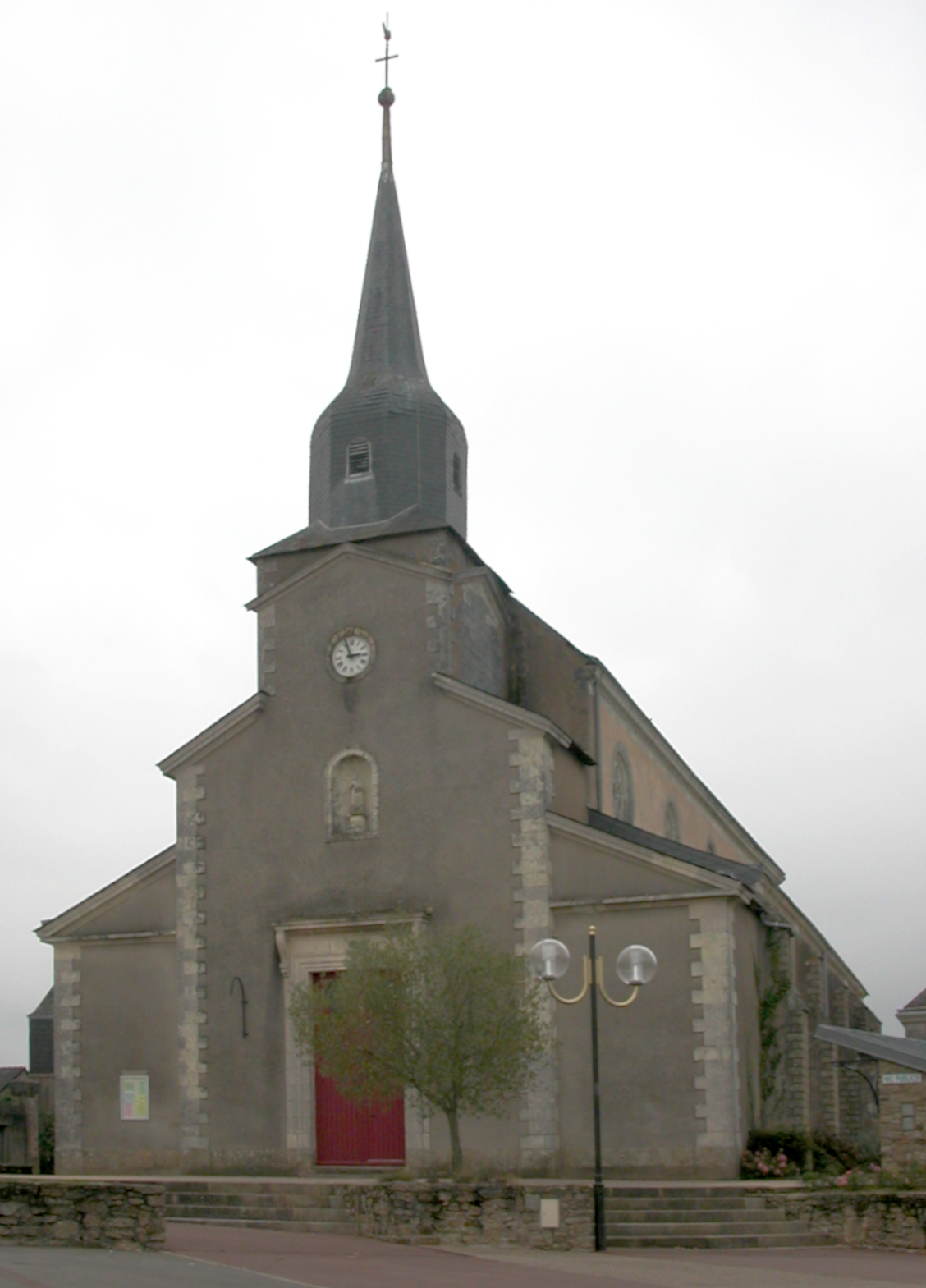
Церковь Святого Симфориана